# Ferrovia Termoli-Venafro
La ferrovia Termoli-Venafro è una linea ferroviaria a binario unico non elettrificata (tranne nel tratto da Isernia a Venafro) gestita da RFI che utilizza:
- la linea Termoli-Campobasso;
- la linea Campobasso-Isernia;
- la tratta da Isernia a Venafro della linea Vairano-Isernia.